# Johnny Herbert
Johnny Herbert (n. 25 iunie 1964, Brentwood, Anglia, Regatul Unit) este un pilot de curse englez, fost pilot de Formula 1.

## Cariera în Formula 1
| Sezon | Echipă                                                         | Puncte      | Loc clasament general |
| ----- | -------------------------------------------------------------- | ----------- | --------------------- |
| 1989  | Benetton Formula Ltd / Tyrrell Racing Organisation             | 5           | 14                    |
| 1990  | Camel Team Lotus                                               | 0           | -                     |
| 1991  | Team Lotus                                                     | 0           | -                     |
| 1992  | Team Lotus                                                     | 2           | 15                    |
| 1993  | Team Lotus                                                     | 11          | 9                     |
| 1994  | Team Lotus / Ligier Gitanes Blondes / Mild Seven Benetton Ford | 0           | -                     |
| 1995  | Mild Seven Benetton Renault                                    | 45          | 4                     |
| 1996  | Red Bull Sauber Ford                                           | 4           | 14                    |
| 1997  | Red Bull Sauber Petronas                                       | 15          | 10                    |
| 1998  | Red Bull Sauber Petronas                                       | 1           | 15                    |
| 1999  | Stewart Ford                                                   | 15          | 8                     |
| 2000  | Jaguar Racing                                                  | 0           | -                     |
| 2001  | Orange Arrows Asiatech                                         | Pilot teste | -                     |